# ستيفن تي أيرز
ستيفن تي أيرز (بالإنجليزية: Stephen T. Ayers)‏ هو مهندس معماري أمريكي، ولد في 1962 في روانوك في الولايات المتحدة.